# Antonio Alejandro Franco
Antonio Alejandro Franco Arza (Asunción, Paraguay, 10 de julio de 1991) es un futbolista paraguayo titular que se desempeñaba como arquero. Actualmente es un agente libre.   

## Trayectoria
Inició su carrera en Olimpia de donde pasó a Libertad. Franco se hizo conocido internacionalmente tras su gran actuación contra Boca Juniors en la Copa Sudamericana 2014 jugando en el Deportivo Capiata de Paraguay. Después de buenas actuaciones en el club se llamó primero hasta el Paraguay amistosos contra Perú en noviembre de 2014.
Desde el 2015 juega en el Club Guaraní donde se consagró campeón del Torneo Clausura 2016, título que se consagró sin jugarlo debido a una lesión de los ligamentos cruzados en la rodilla derecha a principio del año. El arquero tuvo que soportar cinco operaciones y dos años y medio de inactividad, hasta que tuvo el aval médico para realizar ejercicios físicos y finalmente oficializar su retorno en la Reserva del club el 1 de junio del 2018. El 8 de septiembre fue convocado por el técnico Juan Manuel Azconzábal para disputar el partido por la 9 fecha del Torneo Clausura 2018 donde estará en el banco de suplentes. Siguió ocupando el banco y tuvo que esperar hasta el 28 de marzo del 2019 para volver a los tres palos tras cuatro largos años en que las lesiones y la poca fortuna no lo acompañaban para jugar.
En el final de la temporada 2019 surgió la polémica de un dopaje positivo, donde el jugador se encuentra buscando una solución al caso. A la par de haber cumplido su contrato con Guaraní que feneció el 31 de diciembre de 2019, y luego de 5 temporadas en el legendario, el jugador quedó sin club.

## Clubes
| Club     | País     | Año       |
| -------- | -------- | --------- |
| Libertad | Paraguay | 2011-2012 |
| Capiatá  | Paraguay | 2013-2014 |
| Guaraní  | Paraguay | 2015-2019 |

## Palmarés

### Campeonatos nacionales
| Título          | Club     | País     | Año  |
| --------------- | -------- | -------- | ---- |
| Torneo Clausura | Libertad | Paraguay | 2012 |
| Torneo Clausura | Guarani  | Paraguay | 2016 |
| Copa Paraguay   | Guaraní  | Paraguay | 2018 |